# Raphaël de la Kethulle de Ryhove
Raphaël Marie Joseph Apollonie Ghislain de la Kethulle de Ryhove, né le  15 septembre 1890 à Saint-Michel-lez-Bruges (Belgique) et mort le 25 juin 1956 à Woluwe-Saint-Lambert, (Bruxelles) est un prêtre missionnaire scheutiste belge.
Connu sous le sobriquet de Tata Raphaël — « Tata » signifiant ici « papa » — il est célèbre en République démocratique du Congo pour y avoir grandement contribué à développer les activités et installations sportives.

## Biographie
Raphaël de la Kethulle suit ses études secondaires chez les frères xaviériens au collège Saint-Louis de Bruges. En 1908, il entre au noviciat de la congrégation du Cœur Immaculé de Marie (scheutistes). Il est ordonné prêtre en juillet 1914. Jusqu'en 1916, il est brancardier pendant la Première Guerre mondiale. En juillet 1917, il est envoyé au Congo belge à Léopoldville qui comptait alors cinq mille habitants. Sa première initiative est d'ouvrir une école. En 1922, il met sur pied le premier groupe de scoutisme. En 1931, il construit son premier stade. En 1933, il ouvre une école moyenne et les premières compétitions de l'association sportive congolaise (fondée en 1911) sont organisées. En 1945 tout le cycle des humanités est institué à l'institut Saint-Joseph.
« Tata Raphaël » est le fondateur de plusieurs écoles primaires et secondaires ainsi que d'associations et d'installations sportives dans ce qui était alors le Congo belge, où il vécut de 1917 à 1954.
Il est le fondateur de l'Union sportive de Léopoldville (aujourd'hui Kinshasa), et a été à l'origine de la construction du Stade Reine-Astrid, désormais appelé stade Cardinal-Malula.
Après sa mort en Belgique le 25 juin 1956, de nombreuses personnalités assistent à ses funérailles le 30 juin 1956, dont deux anciens élèves qui devinrent ministres de la nouvelle République congolaise (1960), Jean Bolikango et Thomas Kanza: ils prononcèrent des discours très remarqués.

## Reconnaissance publique
À la demande insistante de la population de Kinshasa, son corps fut rapatrié au Congo, où il fut enterré le 28 juillet 1956. Le stade Tata Raphaël y a ensuite été nommé en son honneur.